# Alda Croce
Alda Croce (Torino, 5 aprile 1918 – Napoli, 10 luglio 2009) è stata una saggista e ambientalista italiana.

## Biografia
Figlia secondogenita di Benedetto Croce e Adele Rossi, ha collaborato con il padre nella cura della biblioteca e dell'archivio costituiti il 4 maggio 1955 in Fondazione Biblioteca Benedetto Croce, di cui è stata presidente e di cui ha curato le scelte editoriali. È stata inoltre membro del consiglio direttivo dell'Istituto italiano per gli studi storici.
Dal 1997 al 2004 è stata presidente del Centro Pannunzio di Torino, mentre Carlo Azeglio Ciampi l'ha insignita dell'onorificenza di cavaliere di Gran Croce.
Studiosa di poesia spagnola, si è dedicata in particolare a Lope de Vega fin dalla tesi di laurea in lettere, con uno studio critico su La Dorotea, uscito per la casa editrice Laterza nel 1940, e con la curatela de La Gattomachia, edita da Adelphi nel 1983. Gran parte dei suoi scritti ispanistici sono stati raccolti in Un impegno letterario dalla Spagna all'Italia (Il Mulino, Bologna 2018).
Importante anche il sodalizio con la sorella Elena, con la quale ha curato il volume sui Narratori meridionali dell'Ottocento (Utet, Torino 1970), la biografia di Francesco De Sanctis (uscita sempre per la Utet nel 1974), e le lettere di Silvio Spaventa a Benedetto Croce (Sansoni, Firenze 1970).
Ha altresì curato, nell'ambito dei carteggi del padre, le Lettere a Giovanni Gentile (Milano, Arnoldo Mondadori Editore, 1981), il Teatro italiano della seconda metà dell'Ottocento (Bari, Laterza, 1940) e Le lettere a Teresa del De Sanctis (Milano-Napoli, Ricciardi, 1954).